# Amtae-myeon
Amtae-myeon (koreanska: 암태면) är en socken i kommunen Sinan-gun i provinsen Södra Jeolla i den sydvästra delen av Sydkorea, 315 km söder om huvudstaden Seoul. 
Amtae-myeon omfattar öarna Amtaedo (36,3 km² / 1 686 invånare), Chupodo (4,0 km² / 135 invånare), Dangsado (1.6 km² / 191 invånare) och Chorando  (1.3 km² / 11 invånare) samt mindre kringliggande obebodda öar.